# Hotel Erotica
Hotel Erotica est une série télévisée anthologique érotique américaine en 26 épisodes de 29 minutes écrite par A.G. Lawrence et diffusée entre le 4 octobre 2002 et le 26 décembre 2003 sur Cinemax. La série a été diffusée au Canada sur The Movie Network. Une suite, Hotel Erotica Cabo, a été diffusée en 2006.
Au Québec, la série a été diffusée sur le réseau TQS.

## Synopsis
Au début de chaque épisode, la propriétaire de l'hôtel Erotica lit une lettre d'un visiteur qui raconte son aventure amoureuse à l'hôtel, en flashback.

## Distribution
- Lauren Hays : Chloé (2002), propriétaire de l'hôtel, première saison
- Tina Wiseman : Jenny (2003), propriétaire de l'hôtel, deuxième saison
- Divini Rae : Corrine (2006), propriétaire de l'hôtel Cabo
- Kimberly Fisher : Amanda (2006), fille de la propriétaire de l'hôtel Cabo

Visiteurs de l'Hôtel Erotica :
- Beverly Lynne : Elaine (2002-2003)
- Monique Parent : Leslie Pearson (2002-2003)
- Brad Bartram : Hal (2002-2003)
- Ander Page : Jillian (2002-2003)
- Danny Pape : Jason (2002-2003)
- Rafe Urquhart : Carl (2002-2003)
- Glen Meadows : Oliver (2002-2003)
- Angela Nicholas : Jamie (2002-2003)
- Juliet Beres : Masseuse (2002)
- Lee Dahlberg : Dream Man (2002)
- Mara Kelle : Ellie (2002)
- Lauren P. Lutker : la femme attirante (2002)
- Janie Rau : la femme de rêve (2002)
- Emily Webster : Courtney (2002)
- Hope Marie Carlton : Agnes (2003)
- Christian Dion : Henry (2003)
- Drake Dorado : Jackson (2003)
- Kelsey : Judith (2003)
- Danielle Petty : Kat (2003)
- Jewel Valmont : Becky (2003)
- Jenna West : Carlita (2003)
- Jon Westlake : Geoff (2003)
- Candice Michelle : Natasha (2002)
- Tanya James : Deena (2003)
- Teanna Kai : Corrine (2003)
- T.J. Hart : Christina (2002)
- Sandy Wasko : Fiona (2003)

## Épisodes

### Première saison (2002)
1. X-Treme Sports
2. Model Behavior
3. The Fast and the Curious
4. Chatroom
5. She's the Boss
6. Falling in Lust Again
7. Chasing Jamie
8. Heart's Desire
9. Legally Yours
10. The Competition
11. Blue Plate Special
12. Lust Takes a Holiday
13. Love Potion No. 10

### Deuxième saison (2003)
1. Maid Service
2. Talking Dirty
3. Stakeout
4. Lisa Comes Out
5. Opposites Attract
6. High School Crush
7. Bewitched and Bewildered
8. The Hookup
9. Kat and Mouse
10. All Screwed Up
11. Layover
12. Hot and Bothered
13. Secret Admirer

### Hotel Erotica Cabo (2006)
1. Addicted to Love
2. Mighty Mike Returns
3. The Amazing Woody
4. Last Tango in Cabo
5. Primal Urge
6. Wild Cards
7. Chocolate Covered Cherries
8. Skin Deep
9. Stolen Kisses
10. Summer Lovers
11. Whole Lotto Love
12. El Fiero
13. Eyes Wide Open